# Theodore Hall
Theodore Alvin Hall (ur. 20 października 1925 w Nowym Jorku, zm. 1 listopada 1999 w Cambridge) – amerykański fizyk, od 1944 zajmujący się szpiegostwem na rzecz Związku Radzieckiego.
Urodził się w amerykańskiej rodzinie żydowskiej. Ojciec był kuśnierzem. W czasie studiów na Uniwersytecie Harvarda zaprzyjaźnił się z Savillem Saxem, członkiem Ligi Młodych Komunistów. W tym czasie zaimponował mu Związek Radziecki jako państwo robotników i chłopów. W 1944 został uznany przez radzieckiego oficera prowadzącego za osobę nadającą się do pracy szpiegowskiej. Prawdopodobnie to Hall dostarczył informacji technicznych umożliwiających Związkowi Radzieckiemu zdetonowanie w 1949 własnej bomby atomowej. Informacje przekazywał m.in. przez Lonę Cohen.
W 1951 Hall był przesłuchiwany przez FBI jako podejrzany o szpiegostwo na korzyść Związku Radzieckiego, jednak nie postawiono go w stan oskarżenia z powodu braku dowodów. W 1962 przeprowadził się z USA do Anglii. W 1995 w związku z opublikowaniem depesz VERONA, wydał pisemne oświadczenie, że mógł szpiegować na rzecz Związku Radzieckiego, ponieważ uważał że monopol USA na broń jądrową jest niebezpieczny. Zaznaczył też, że mogło to przyczynić się do zapobieżenia zrzucenia bomb atomowych na Chiny. 
Hall cierpiący na chorobę Parkinsona i raka nerek zmarł w Cambridge. 